# 少年说唱企划
《少年说唱企划》（英語：The Generation hip-hop project）是爱奇艺YOH工作室的自制中文说唱创新行业观察节目，由李荣浩担任BOSS团音乐总监   、潘玮柏担任BOSS团A&R市场总监  、MC Hotdog热狗担任BOSS团说唱文化总监   、由周震南担任BOSS团企划专员  。导师团成员为：GAI周延、VaVa毛衍七、Tizzy T、王以太、盛宇DamnShine。   培训教务处成员是派克特、功夫胖、马俊，特邀freestyle教官小青龙、爆音。  节目于2021年7月31日起每周六晚20:00在爱奇艺播出。

## 播放平台

### 第一季
| 頻道               | 所在地          | 日期                                 | 時間               |
| 愛奇藝             | 中国大陆 · 臺灣 | 自2021年7月31日起，每週六晚上8點播出 | 全網獨播           |
| Astro全佳HD        | 马来西亚        | 自2021年7月31日起，每週六晚上8點播出 | 與愛奇藝同步播出。 |
| nowJelli紫金國際台 | 香港            | 自2021年7月31日起，每週六晚上8點播出 | 與愛奇藝同步播出。 |

## 各季製作人列表
| 季數   | 製作人                         | 備註   |
| 第一季 | 李荣浩 潘玮柏 MC Hotdog 周震南 | boss團 |